# Joël Dehasse
 (juin 2025).
Si vous disposez d'ouvrages ou d'articles de référence ou si vous connaissez des sites web de qualité traitant du thème abordé ici, merci de compléter l'article en donnant les références utiles à sa vérifiabilité et en les liant à la section « Notes et références ».
Joël Dehasse, né le 19 février 1956 à Bruxelles, est un vétérinaire belge, spécialiste en médecine du comportement. 

## Biographie
Docteur en médecine vétérinaire de l'université de Liège (1979), comportementaliste (1998) et certifié en systémique et thérapie familiale (1998), membre du Collège européen de médecine vétérinaire comportementale (ECAWBM), Joël Dehasse exerce à Bruxelles.
Conférencier international, créateur de plusieurs associations comportementales belge (GERC) et européennes (ESVCE, ECVBM-CA), il est l'auteur de nombreux articles scientifiques et populaires, et d'ouvrages de vulgarisation scientifique ; il donne des formations en coaching en comportement animal.

## Publications

### Ouvrages sur le comportement du chien et du chat
- L'Éducation du chien, de 0 à 6 mois, Éditions de l'Homme, Montréal, 1981 (épuisé).
- Le chat cet inconnu, Édition Vander, Bruxelles, 1985-1989-2000 (épuisé).
- Mon chien est d'une humeur de chien, Édition Vander, Bruxelles, 1987 (épuisé).
- Ma vie de chat (dessins Bruno Marchand), Delcourt Productions, Paris, 1991.
- Chiens hors du commun (préface de Boris Cyrulnik), Le Jour, Montréal, 1993-1996.
- Chats hors du commun, Le Jour, Montréal, 1998-1999
- Mon chien est-il dominant ?, Le Jour, Montréal, 2000 (épuisé).
- Mon chien est bien élevé, Le Jour, Montréal, 2000, La Griffe 2012.
- Mon jeune chien a des problèmes, Le Jour, Montréal, 2000.
- Le chien qui vous convient, Le Jour, Montréal, 2001.
- Verhaltensmedizin bei der Katze (co-auteur Schroll Sabine). Enke Verlag Stuttgart, 2004, 2009
- Verhaltensmedizin beim Hund (co-auteur Sabine Schroll). Enke Verlag Stuttgart, 2007, 2015
- L'Éducation du chat, Le Jour, Montréal, 1993-2000-2004, La Griffe 2014.
- L'Éducation du chien, Le Jour, Montréal, 1998-2000-2004, La Griffe 2012.
- Le chien agressif, Publibook.com, Paris, 2002.
- Mon animal a-t-il besoin d'un psy ?, éditions Odile Jacob, Paris, 2006.
- Tout sur la psychologie du chat (édition revue et augmentée), Odile Jacob, Paris, 2005-2008.
- Mon chien est heureux, Odile Jacob, Paris, 2009.
- Tout sur la psychologie du chien, Odile Jacob, Paris, 2009.
- Changer le comportement de mon chien en 7 jours, Odile Jacob, Paris, 2012.
- Pourquoi un chien intelligent fait-il des choses stupides? Kindle Amazon, 2016
- La stérilisation du chien. Pour ou contre? Kindle Amazon, 2017
- Tout pour développer l’intelligence de votre chien. Odile Jacob, 2020
- Tout sur le comportement du chien, éducation et génétique. Odile Jacob, mai 2024.

### Bande dessinée
- Ma vie de chat, (dessins Bruno Marchand), Delcourt, Paris, 1991.

### Nouvelle, roman
- Je nage avec les dauphins sauvages, i'M éditions, Bruxelles, 2008.
- Luce, le voyage de lumière, Amazon, Kindle édition, 2012

### Ouvrages collectifs
- Le comportement du chien et du chat (Observer, comprendre, modifier), sous la direction de D. Cloutier, CCDMD éditions, Montréal, 2008.
- La zoothérapie, sous la direction de G.-H. Arenstein et J. Lessard, Option Santé Édition, Québec, 2010.
- Secrets de psys (Ce qu'il faut savoir pour aller bien), sous la direction de C. André, Odile Jacob, Paris, 2011.

### Documentaire télévisé
- 2000 : Il ne leur manque que la parole réalisé par Alain Dex[1].

## Distinction
- Prix de la francophonie vétérinaire 2014[2].